# Sovjetunionens kommunistiske parti
Sovjetunionens kommunistiske parti (SUKP) (russisk: Коммунистическая партия Советского Союза, tr. Kommunistitjeskaja partija Sovetskogo Sojuza, KPSS) var Sovjetunionens statsbærende parti og moderpartiet for den internationale kommunistbevægelse indtil 1960'erne, hvor maoismen og eurokommunismen blev selvstændige retninger. Trotskismen (efter Lev Trotskij) havde stået i opposition til det marxistisk-leninistiske sovjetiske kommunistparti, men uden et internationalt centrum.
På samme måde opstod titoismen ved bruddet mellem den jugoslaviske kommunistleder Josip Broz Tito og sovjetlederen Stalin.
SUKP opstod som en fløj af Det russiske socialdemokratiske arbejderparti (RSDAP) i 1903, den såkaldte bolsjevikfløj under ledelse af Vladimir Lenin. Efter 1912 blev bolsjevikkerne stadig mere uafhængige af resten af partiet og opererede i stor grad som eget parti under navnet RSDAP(b). 
Den 7. november 1917 tog bolsjevikkerne magten i den daværende hovedstad Petrograd ved oktoberrevolutionen. I 1918 skiftede partiet navn til Det russiske kommunistparti (bolsjevikkerne), RKP (b). Den moderne kommunismen var født som egen politisk retning. Alle partier som ville være med i Den kommunistiske Internationale, der blev dannet i 1919, skiftede efter 1920 navn og kalde sig "kommunistisk".
Efter borger- og interventionskrigen gik de kommunistiske sovjetrepublikker (den russiske, den hviderussiske, den ukrainske, osv.) sammen i Sammenslutningen af Socialistiske Sovjet-Republikker (SSSR/Sovjetunionen) i 1922. Fra da af kaldte partiet sig Sovjetunionens Kommunistiske Parti.
Partiet blev opløst samtidig med Sovjetunionen i 1991. Arvtageren er Den Russiske Føderations Kommunistiske Parti, KPRF. 
SUKPs ungdomsorganisation hed Komsomol.